# Жоково (платформа)
Жо́ково — остановочный пункт на хордовой линии Узуново — Рыбное Московской железной дороги в Рыбновском районе Рязанской области.
Через остановочный пункт в течение дня проходят пять пар электропоездов маршруту Узуново — Рязань I.